# Royal Institute of Painters in Water Colours
Il Royal Institute of Painters in Water Colours (RI), inizialmente nominata "New Society of Painters in Water Colours", è una delle più antiche società di pittori professionisti nell'uso dell'acquerello, facente parte della  Federation of British Artists.
Essa fu fondata nel 1831 con la denominazione "New Society of Painters in Water Colours", in competizione con la tuttora attiva Royal Watercolour Society (RWS), fondata nel 1804.

La New Society differiva dalla RWS per il fatto di esibire in mostra anche le opere di pittori non-membri.

Nel 1863 la denominazione mutò in "Institute of Painters in Water Colours" e nel 1885 le fu concesso dalla Regina Vittoria di aggiungere la qualifica di "Royal".
Essa ha attualmente sede presso Mall Galleries a Londra.